# Cruzeiro da Fortaleza
Cruzeiro da Fortaleza is een gemeente in de Braziliaanse deelstaat Minas Gerais. De gemeente telt 3.897 inwoners (schatting 2009).

## Aangrenzende gemeenten
De gemeente grenst aan Guimarânia, Patos de Minas, Patrocínio en Serra do Salitre.